# Acanthogorgia horrida
Acanthogorgia horrida är en korallart som beskrevs av Studer 1901. Acanthogorgia horrida ingår i släktet Acanthogorgia och familjen Acanthogorgiidae. Inga underarter finns listade i Catalogue of Life.